# A Mighty Heart
A Mighty Heart är en amerikansk dramafilm från 2007 i regi av Michael Winterbottom. Manuset skrevs av John Orloff, baserat på självbiografin med samma titel från 2003 av Mariane Pearl.

## Handling
Efter att Mariane Pearls (Angelina Jolie) make, Wall Street Journal-reportern Daniel Pearl blir kidnappad av terrorister, börjar Mariane desperat att leta efter ledtrådar i en hektisk kamp mot klockan för att återfinna honom.

## Rollista i urval
- Dan Futterman – Daniel Pearl
- Angelina Jolie – Mariane Pearl
- Will Patton – Randall Bennett
- Alyy Khan – Sheikh Omar/Bashir
- Archie Panjabi – Asra Nomani
- Irrfan Khan – Javid Habib[a]
- Adnan Siddiqui – Dost Aliani
- William Hoyland – John Bauman
- Denis O'Hare – John Bussey
- Bilal Saeed – Moinuddin Haider, Pakistans inrikesminister

## Om filmen
Jolie var gravid på riktigt under inspelningen av filmen, vilket gjorde att hon lättare kunde sätta sig in i Mariane Pearls situation.

### Anmärkningslista
1. ↑  Baserad på den verklige polischefen Zeeshan Kazmi.